# Абтсбессінген
Абтсбессінген (нім. Abtsbessingen) — громада в Німеччині, розташована в землі Тюрингія. Входить до складу району Киффгойзер.
Площа — 14,09 км2. Населення становить 488 ос. (станом на 31 грудня 2021).

## Відомі люди
- Оскар Альбрехт (1914—1992) — унтер-офіцер вермахту, кавалер Лицарського хреста Залізного хреста.